# Will Simpson
William (Will) Simpson  (Springfield (Illinois), 9 juni 1959) is een Amerikaanse ruiter, die gespecialiseerd is in springen. Simpson won in 2008 op de Olympische Zomerspelen goud in de landenwedstrijd, individueel eindigde hij in de kwalificatie als zestiende en werd uitgeschakeld omdat hij de vierde Amerikaan was in de stand. 

## Resultaten
- Olympische Zomerspelen 2008 in Hongkong kwalificatie springconcours met Carlsson Vom Dach
- Olympische Zomerspelen 2008 in Hongkong  landenwedstrijd springconcours met Carlsson Vom Dach

1912: Lewenhaupt, Kilman, von Rosen ·
1920: König, von Rosen, Norling ·
1924: Thelning, Ståhle, Lundström ·
1928: Navarro, Álvarez, García ·
1936: Hasse, von Barnekow, Brandt ·
1948: Mariles, Uriza, Valdés ·
1952: White, Stewart, Llewellyn ·
1956: Winkler, Thiedemann, Lütke-Westhues ·
1960: Winkler, Thiedemann, Schockemöhle ·
1964: Schridde, Jarasinski, Winkler ·
1968: Day, Gayford, Elder ·
1972: Ligges, Wiltfang, Steenken, Winkler ·
1976: Parot, Rozier, Roguet, Roche ·
1980: Tsjoekanov, Poganovsky, Asmaje, Korolkov ·
1984: Fargis, Homfeld, Burr Howard, Smith ·
1988: Beerbaum, Brinkmann, Hafemeister, Sloothaak ·
1992: Raijmakers, Romp, Tops, Lansink ·
1996: Sloothaak, Nieberg, Kirchhoff, Beerbaum ·
2000: Beerbaum, Nieberg, Ehning, Becker ·
2004: Wylde, Ward, Madden, Kappler ·
2008: Ward, Kraut, Simpson, Madden ·
2012: Skelton, Maher, Brash, Charles ·
2016: Rozier, Staut, Bost, Leprévost ·
2020: von Eckermann, Baryard-Johnsson, Fredricson ·
2024: Maher, Charles, Brash